# Bystřička
Bystřička je obec v okrese Vsetín ve Zlínském kraji. Rozkládá se na katastrálních územích Bystřička I a Bystřička II. Žije zde přibližně 1 000 obyvatel. Sousedními obcemi sídla jsou Valašské Meziříčí, Velká Lhota, Jarcová, Jablůnka, Pržno, Mikulůvka, Malá Bystřice a Růžďka.

## Historie
Jako samostatná ves se Bystřička poprvé připomíná roku 1647, do té doby byla součástí obce Růžďka, kdy byla založena vsetínským pánem Mikulášem Pázmánym. Vznikla na potoku stejného jména, který se vlévá na severozápadním okraji katastru obce do řeky Bečvy. Do poloviny minulého století byla Bystřička charakteristickou zemědělskou obcí. Později se rozšířily některé druhy domácí výroby, typické pro Valašsko: výroba křiváků (kapesních nožů) a dřevěného zemědělského nářadí. Roku 1770 se připomíná pod Klenovem lom na vápenec a pec na pálení vápna. V letech 1908–1912 byla vybudována údolní přehrada, která měla vodou zásobovat plánovaný průplav Dunaj-Odra-Labe. Část kamenů hráze pochází z místního lomu, odkud byla na staveniště dopravována úzkokolejnou dráhou. Přehrada pozměnila tvář obce a přeměnila ji v jedno z turistických center Valašska.
Na vrcholku Klenova byly nalezeny pozůstatky pravěkých valů. Koncem 13. století vybudovali na skalním vrcholku Klenova svůj hrad Freundsberg templáři, který pravděpodobně patřil do linie strážních hradů, jako např. Pulčín. Byl dřevěný a stával na samotném vrcholu kopce. Připomínán je pouze roku 1308. Hrad vyhořel a nezachovaly se z něj žádné zbytky.
Na katastru obce již dříve stála zaniklá a zpustlá obec Svojanov, ta byla připomínána již před rokem 1505 a znovu ji objevil první kronikář Bystřičky Jan Rous. Také na místě dnešní části Konvice stávala osada, která byla zničena povodní.

## Příroda
Obec Bystřička leží na západním okraji Vsetínských vrchů. Nejníže položená část se nachází v severozápadním okraji katastru, v místech, kde protéká řeka Vsetínská Bečva, v nadmořské výšce 305 m. Nejvyšším bodem na katastru obce je vrchol Zámčiska na hřbetu Klenova v nadmořské výšce 678 m. Pro jednotlivé skalní útvary se vžily názvy Havránka, Zámčisko, Jazevky. Klenov je chráněn jako přírodní rezervace.
Katastr je z více než 50 procent pokryt lesy. Největší zalesnění se nachází v oblasti Klenova, které také patří mezi přírodně zachovalejší lesy s bukem a typickou faunou. Zemědělská krajina je do značné míry ovlivněna intenzivním hospodařením v 60. až 80. letech.
Největším vodním tokem je Vsetínská Bečva. Druhým větším je Bystřička. Největší vodní plochu představuje vodní nádrž, která zasahuje i do katastrů okolních obcí.
Ze vzácnějších druhů je nejvýznamnější výskyt silně ohroženého druhu ladoňky karpatské v lokalitě U Vaňků, kde se vzácně vyskytuje i lilie zlatohlavá. Na mokřadních loukách se předpokládá výskyt vzácnějšího prstnatce májového z druhu orchidejí, na okrajích lesů prstnatec Fuchsův, na loukách podél smrkových lesů krušík širokolistý.

## Doprava
Vesnici prochází železniční trať Hranice na Moravě – Púchov, na které je stejnojmenná zastávka, a silnice I/57.

## Významní rodáci
- Pavel Drda (1958–2023), sochař
- Jiří Holba (* 1953), orientalista, odborník na buddhismus a východní náboženství
- Viktor Kollanda (1902–1944), důstojník československé armády, významný člen protektorátního odboje
- Pavel Kotrla (* 1974), básník, literární kritik, nakladatel
- Zdeněk Rous (1911–1939), nadporučík letectva československé armády
- Martin Škabraha (* 1979), filozof
- Josef Škrobák (1925–2019), kazatel a autor náboženských knih

## Osoby spjaté s obcí
- Tomáš Baletka (1971), historik a archivář
- Antonín Heryán (1938-2002), spisovatel
- Jan Pellár (1844–1907), hudebník
- Maxmilián Pilát (1861–1928), politik a poslanec
- Jan Rous (1869–1950), kronikář a národopisný pracovník

## Technická památka
- Vodní nádrž Bystřička

## Partnerská obec
Partnerskou obcí Bystřičky je slovenská Bystrička.

## Galerie

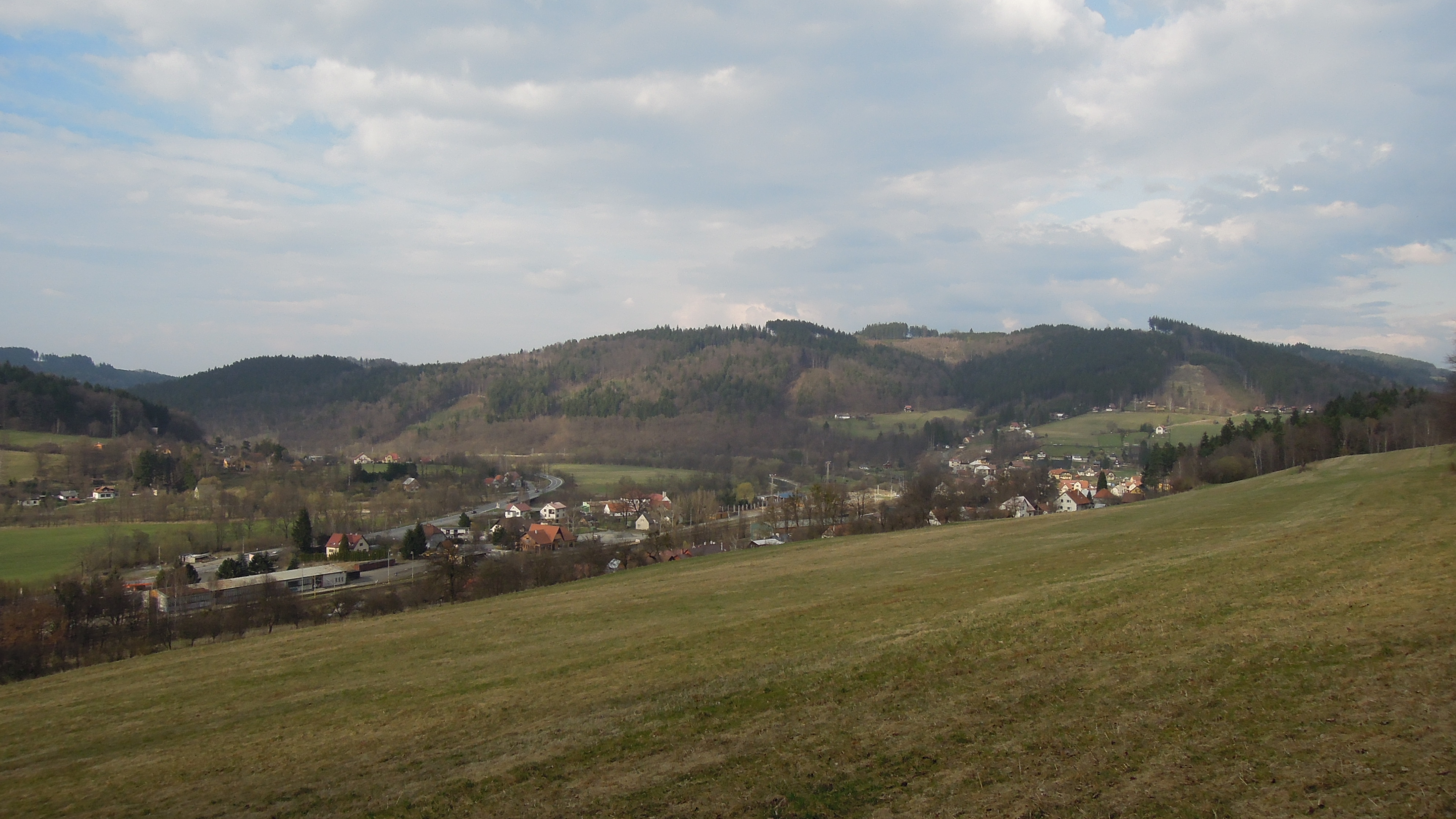
Pohled na část obce Bystřička
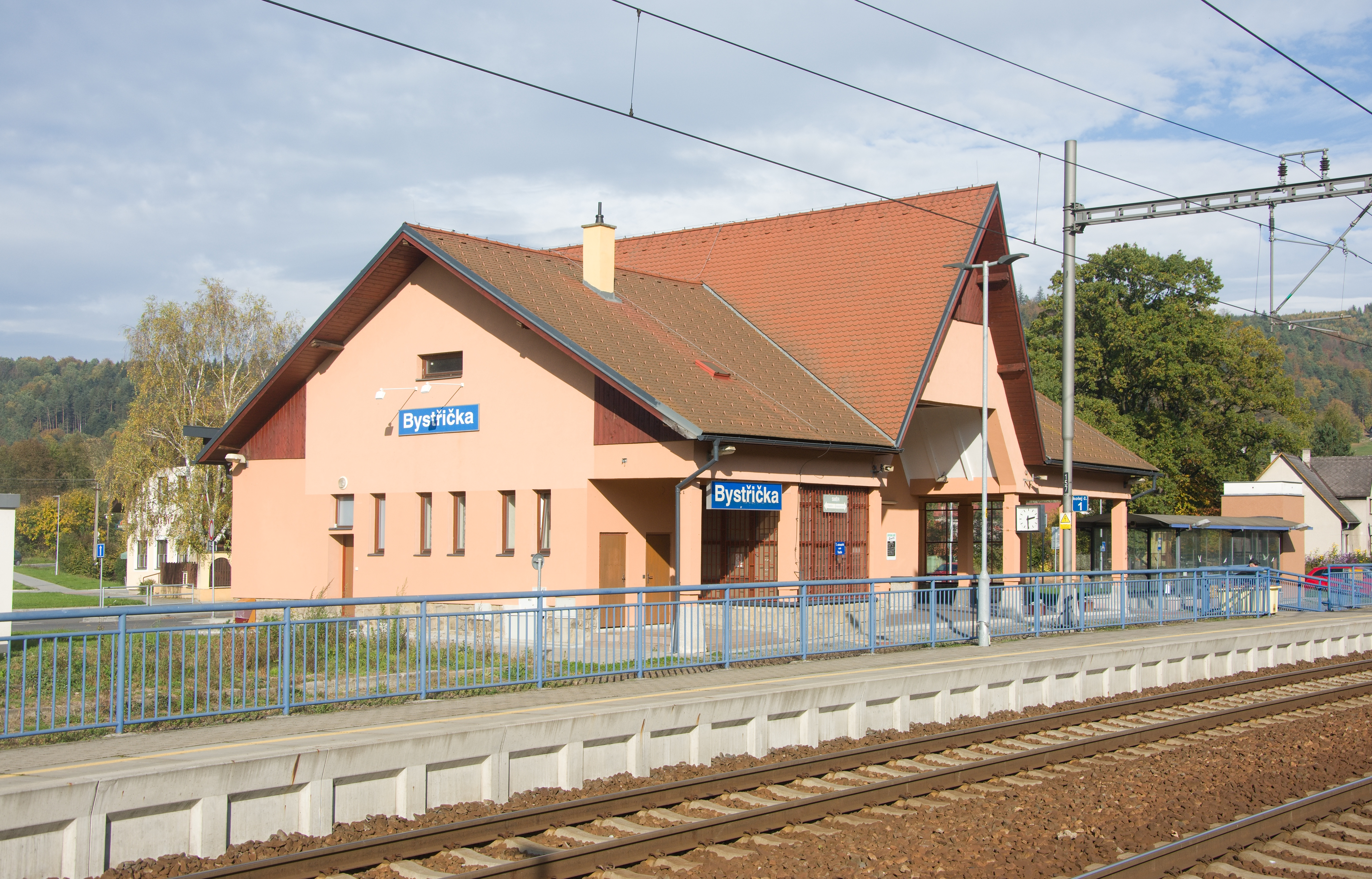
Vlaková stanice Bystřička na železniční trati 280
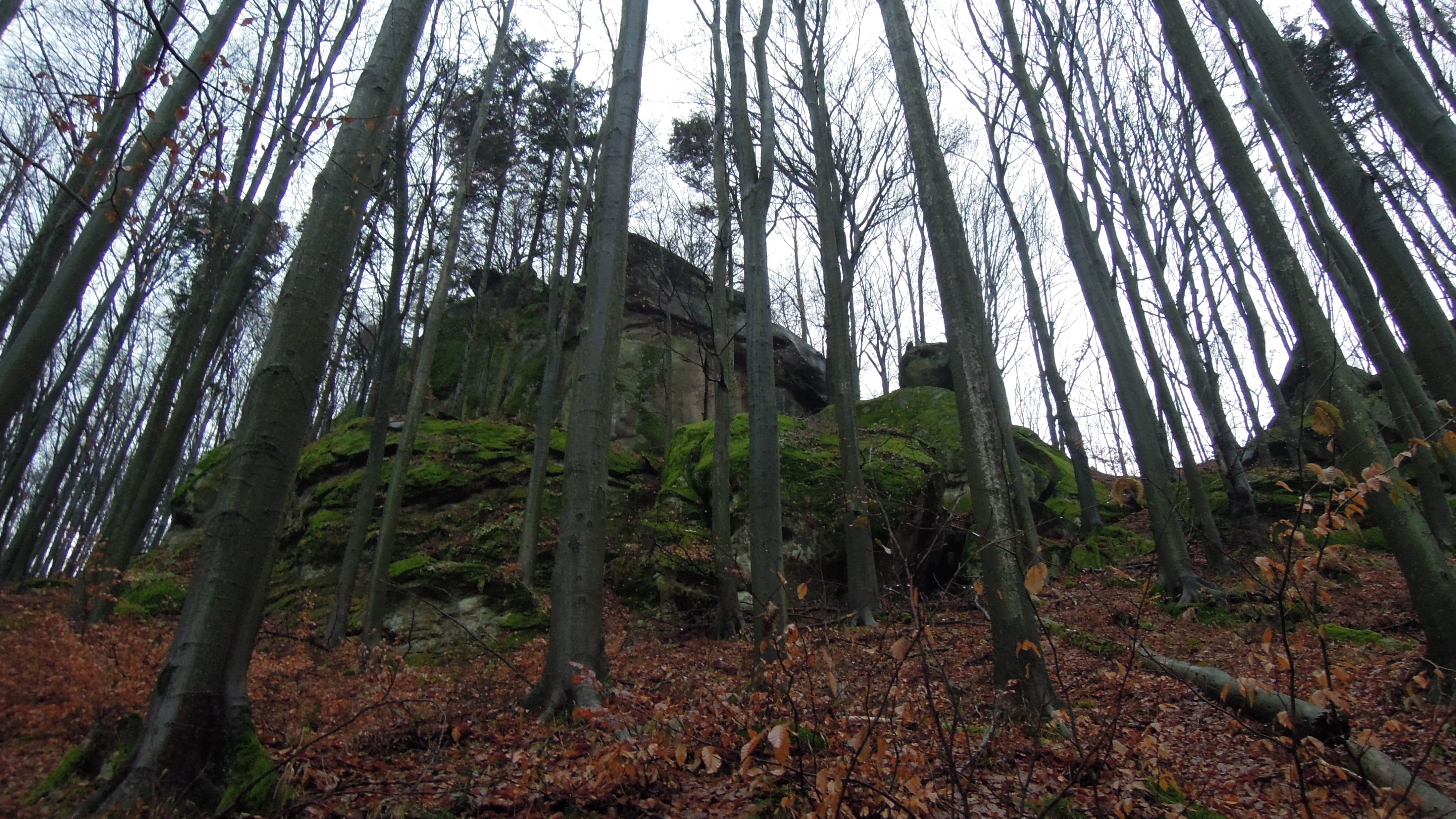
Skála Havranka, přírodní rezervace Klenov
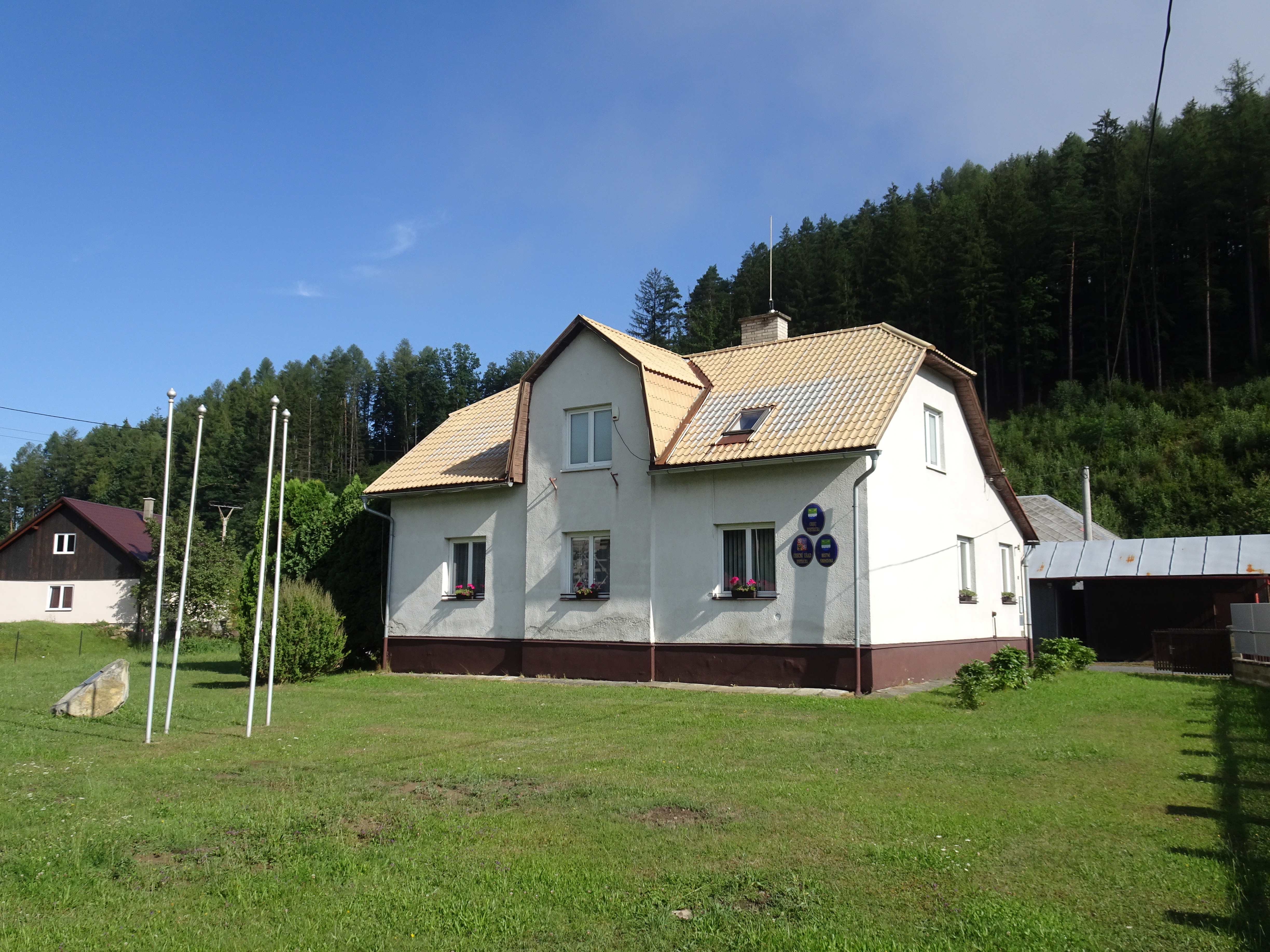
Obecní úřad
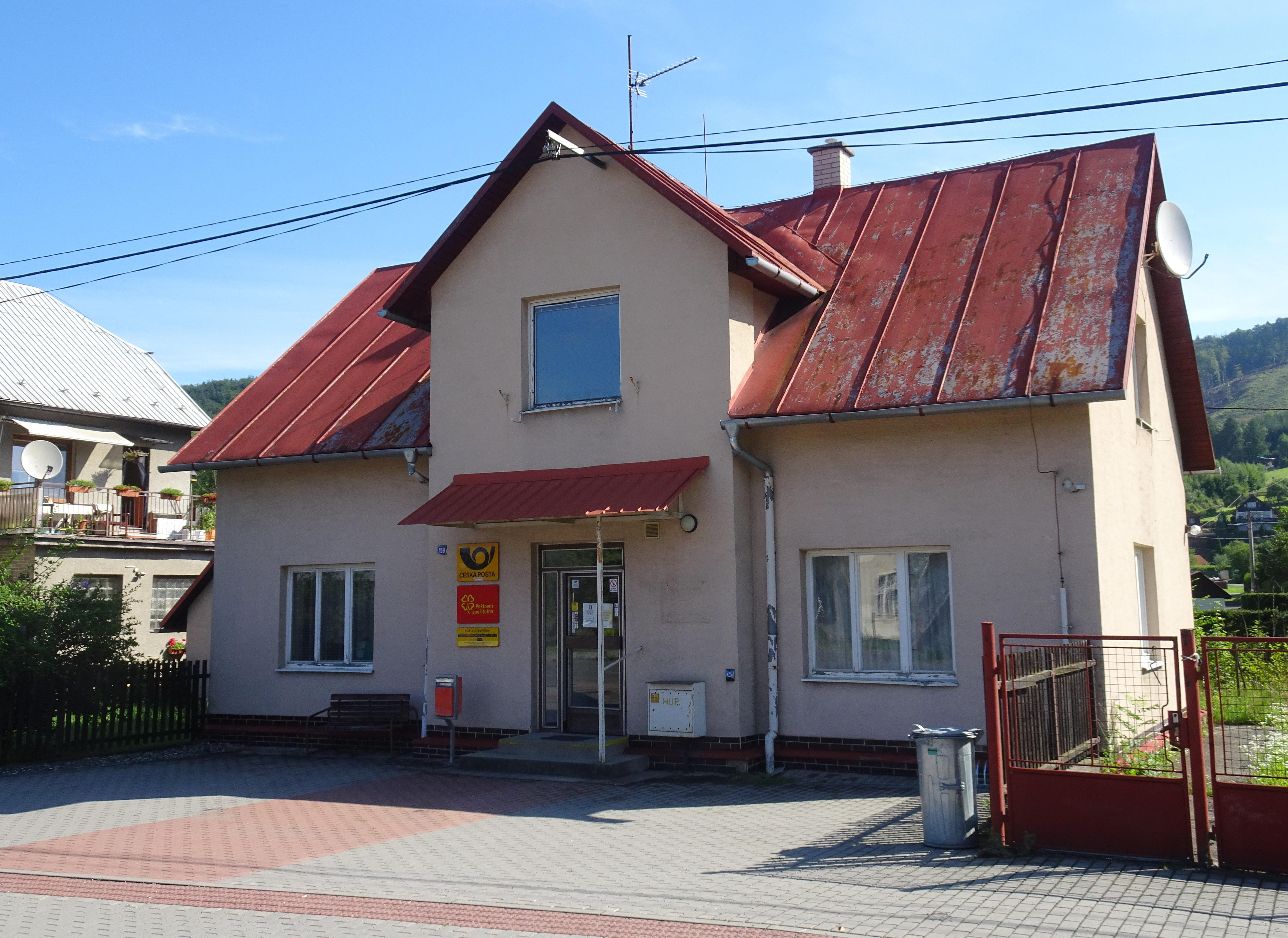
Pošta
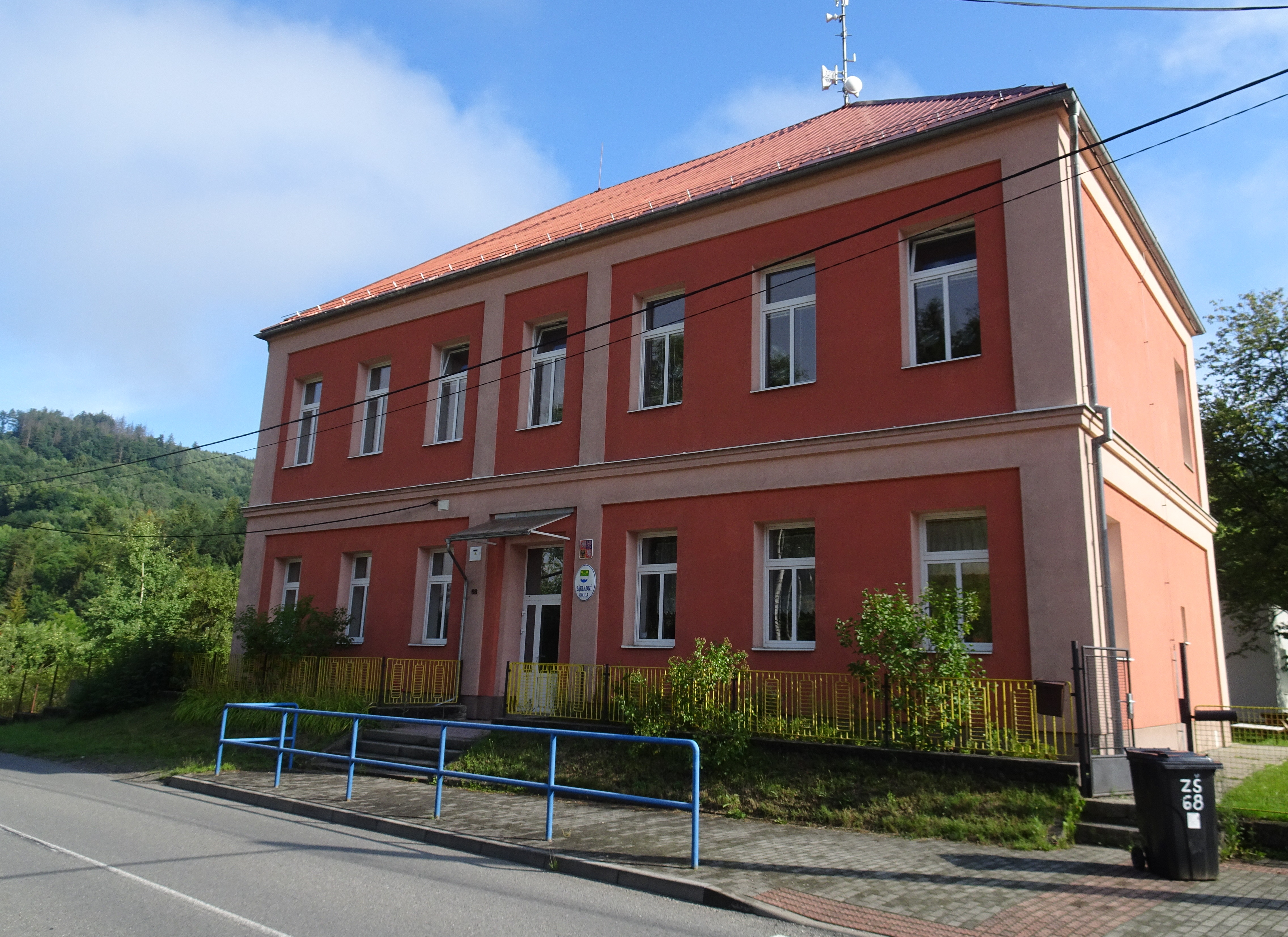
Základní škola